# Time-Life Building (New York)
Pour les articles homonymes, voir Time-Life Building.

Emplacement du Time-Life Building au sein du Rockefeller Center.

Le Time-Life Building est un immeuble situé au 1271 Avenue of the Americas (Sixième Avenue) dans le Rockefeller Center à New York. Le bâtiment, inauguré en 1959, fut dessiné par l'architecte de la famille Rockefeller, Wallace Harrison, du cabinet Harrison, Abramovitz, and Harris. Le building était la première extension du Rockefeller Center à l'ouest de l'Avenue des Amériques.
C'est un bâtiment de 179 m comportant 48 étages aux vitres vertes dont la surface de planchers est de 130 000 m2. Il fut à l'origine occupé par Time Inc., l'éditeur des magazines Time et Life.

## Sources
- « Time-Life Building », Greatgridlock.net New York Skycrapers (consulté le 25 mai 2007)
- « Time-Life Building », Emporis Buildings (consulté le 25 mai 2007)
- « Time-Life Building », SkyscraperPage (consulté le 25 mai 2007)